# أولاد لحسن اومحمد (بني فكلان)
أولاد لحسن اومحمد هو دُوَّار يقع بجماعة بني سيدال الجبل، إقليم الناظور، جهة الشرق في المملكة المغربية. ينتمي الدوّار لمشيخة بني فكلان التي تضم 18 دوار. يقدر عدد سكانه بـ 130 نسمة حسب الإحصاء الرسمي للسكان والسكنى لسنة 2004.

## روابط خارجية
- البوابة الوطنية للجماعات الترابية
- المندوبية السامية للتخطيط